# Polupravac
U geometriji, polupravac je, kao i dužina, dio pravca. 
Polupravac ima jednu početnu točku, koja se uvijek označava na početku polupravca. On je poluomeđena ravna crta, jer se na jednu stranu, koja nije označena točkom, može širiti u beskonačnost.  